# Frenuloplastika

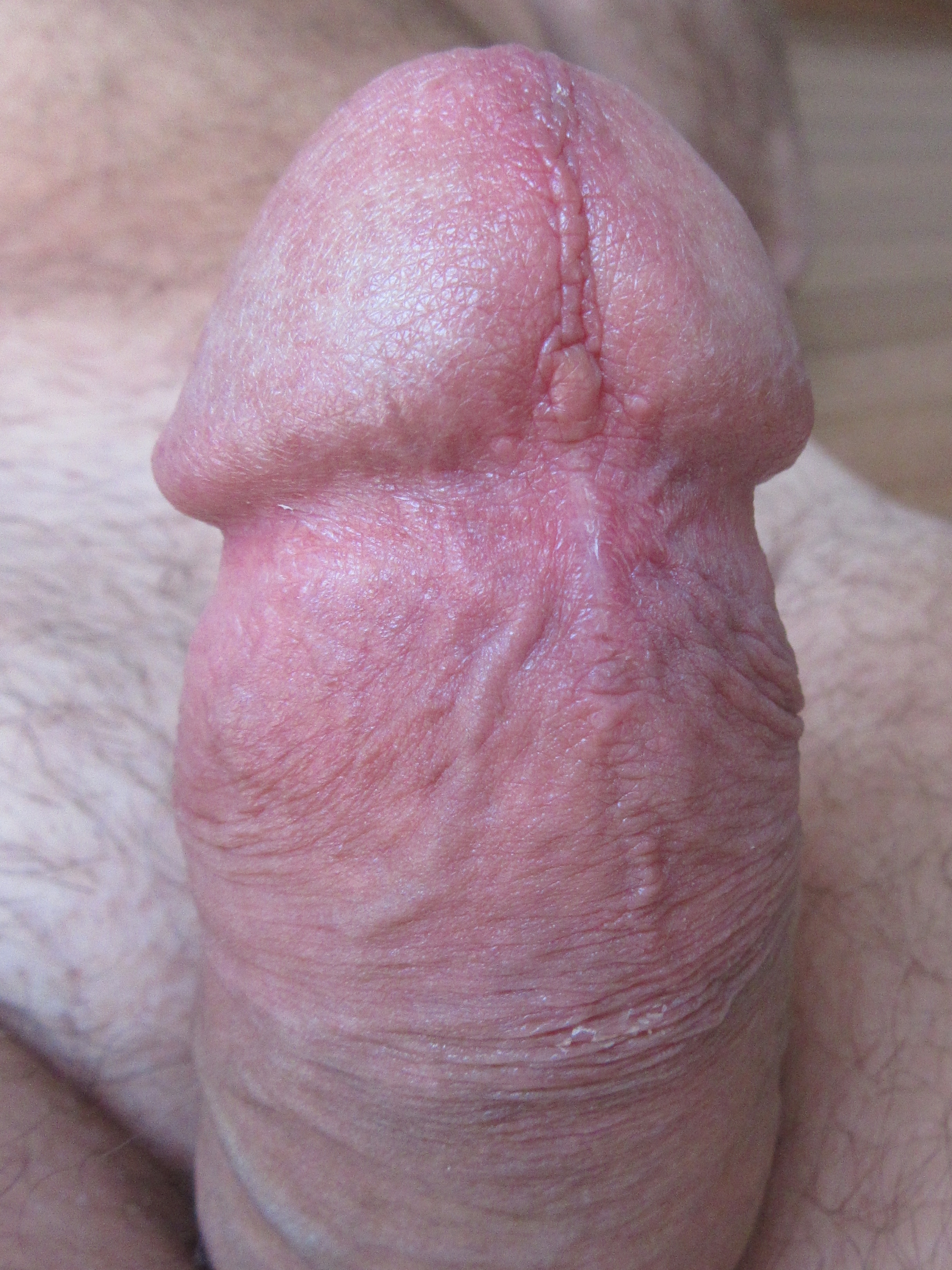
Frenuloplastika

Frenuloplastika (z latinského frenulum) je chirurgická operace, jejímž cílem je prodloužení uzdičky na spodní straně žaludu penisu. Jestliže je uzdička vrozeně nebo po úrazu zkrácena,
může být příčinou, respektive spolupodílet se, na problémech s erekcí a podobně.
Pokud urolog muže s takovými potížemi vyšetří, může mu doporučit celkem jednoduchý operační výkon trvající 30 až 40 minut. Operace se provádí obvykle v lokální anestezii. Principem je protětí uzdičky a její příčné sešití vstřebatelnými stehy. Doba rekonvalescence je většinou jen několik dnů. Doba pohlavní abstinence se doporučuje 10 až 14 dnů. Každá operace má svoje rizika spojená s anestezií a s výkonem samotným. Frenuloplastika není, jak již bylo uvedeno, příliš složitý výkon. Hojení ale může být provázeno celkem výjimečně infekcí (hnisáním), nebo při prořezání stehu krvácením v místě, kde byl. Nejde určitě o závažné komplikace, které mohly nějak ovlivnit u zdravého jedince jeho další pohlavní život.
Po operaci je vhodné mít ránu co nejvíce na vzduchu, urychluje to hojení. Doporučovány jsou také koupele v heřmánku a mazání framykoinem.